# آرتميسا
آرتميسا (بالإنجليزية: Artemisa)‏ هي مدينة، وبلديات كوبا، ومستوطنة، تتبع أرتيميسا، وLa Habana Province (1976–2010) ‏، هي عاصمة أرتيميسا، بلغ عدد سكانها 59130 نسمة.

## أعلام
- أورلاندو أورتيغا
- أرتور ساندوفال
- خوسيه نارسيسو دياز